# رائول ارمان
رائول ارمان (انگلیسی: Raul Arnemann; ۲۳ ژانویهٔ ۱۹۵۳ – ) قایقران روئینگ اهل استونی بود.
وی در مسابقات کشوری و بین‌المللی در مجموع برندهٔ ۳ مدال نقره، ۱ مدال برنز شده‌است.